# 国民经济核算
国民经济核算或“国民账户”（英語：national accounts，缩写作 ）是用于衡量一个国家经济活动的完整且一致的会计技术的实施。其中包括依赖复式记账法等基本方法。这种会计方法使国民账户衡量不同经济活动例如生产和消费的两边总额相等。这种方法被称为国民核算，或更普遍地称为社会核算。 换言之，国民账户可以与经济系统中的具体经济数据区分开。尽管国民账户与商业会计都基于许多共同的原则，但国民账户更多反应经济活动。社会会计矩阵的每一个行列输入都对应到具体经济类别的交易活动。
自 20 世纪 30 年代以来，国民核算与宏观经济学同步发展，通过消费和投资等广泛支出类别的相互作用来确定总需求与总产出的关系。 国民账户中的经济数据也用于经济增长和发展的实证分析。

## 范围
国民账户广泛地反映了一个经济体中经济参与者（家庭、公司、政府）的产出、支出和收入活动，包括他们与其他国家经济的关系以及他们的财富（净值）。它们提供流量（在一段时间内测量）和存量（在一段时期末测量），确保流量与存量一致。至于流量，国民收入和产品账户（美国术语）提供了每年或每季度收入和产出的货币价值估计，包括 GDP。就股票而言，“资本账户”是一种资产负债表方法，一方面包含资产（包括土地价值、股本和金融资产），另一方面包含截至年底的负债和净值。会计期间。国民账户还包括每个会计期间资产、负债和净值变化的衡量标准。这些可能指资金流量账户或资本账户。
国民账户中有许多总量指标，特别是国内生产总值（GDP），这也许是最广泛引用的总体经济活动指标。 GDP 的细分方式包括收入类型（工资、利润等）或支出类型（消费、投资/储蓄等）。这些指标都是宏观经济数据的例子。 这些总体指标及其随时间的变化通常是经济政策制定者最感兴趣的，尽管详细的国民账户包含经济分析的信息来源，例如在投入产出表中，该表显示了行业在生产过程中如何相互作用。
国民账户可以名义金额或实际金额表示，并调整实际金额以消除价格随时间变化的影响。相应的价格指数也可以从国民产出中得出。价格水平和产出的变化率也可能令人感兴趣。通货膨胀率（价格水平的增长率）可以根据国民产出或其支出组成部分来计算。经济增长率（最常见的是 GDP 增长率）通常以实际（不变价格）衡量。国民账户中经济增长数据的一种用途是对一个国家或整个国家较长时期的增长进行核算，以估计不同的增长来源，无论是来自要素投入的增长还是技术变革。
这些账户源自各种统计源数据，包括调查、行政和人口普查数据以及监管数据，这些数据在概念框架中得到整合和协调。它们通常由每个国家的国家统计局和/或中央银行编制，但情况并非总是如此，并且可能按年度和（不太详细）按季度发布。实际问题包括经济和会计方法之间的差异导致的不准确、缺乏对不同来源数据质量的受控实验以及对银行和金融部门无形资产和服务的计量。
20 世纪 80 年代以来与国民账户相关的两项发展包括以下内容。代际核算是一种衡量社会保险（包括社会保障和社会医疗保险）终身税收负担在代际间重新分配的方法。它被认为是比预算赤字更好的财政政策可持续性指南，预算赤字仅反映当年的税收减去支出。 环境或绿色国民核算是对环境资产进行估值的方法，在衡量国民财富时通常不计入环境资产，部分原因是对其进行估值的难度。该方法被提议作为环境资产隐含零估值的替代方法，并作为衡量环境退化情况下福利水平可持续性的一种方法。
非来自国民账户的宏观经济数据也引起广泛关注，例如一些生活成本指数、失业率和劳动力参与率。 在某些情况下，可以估算这些对应的国民账户，例如根据个人消费支出和 GDP 缺口（观测到的 GDP 与潜在 GDP 之间的差异）计算出的价格指数。

## 外部連結
- Historical Statistics of the World Economy: 1-2008 AD - knoema.com（页面存档备份，存于）